# بيرتل يوناسون
بيرتل يوناسون (بالسويدية: Bertil Jonasson)‏ هو سياسي سويدي، ولد في 12 يناير 1918، وتوفي في 15 يونيو 2011. حزبياً، نشط في حزب الوسط السويدي. وقد انتخب عضو البرلمان السويدي ‏.